# Полуошейниковая мухоловка

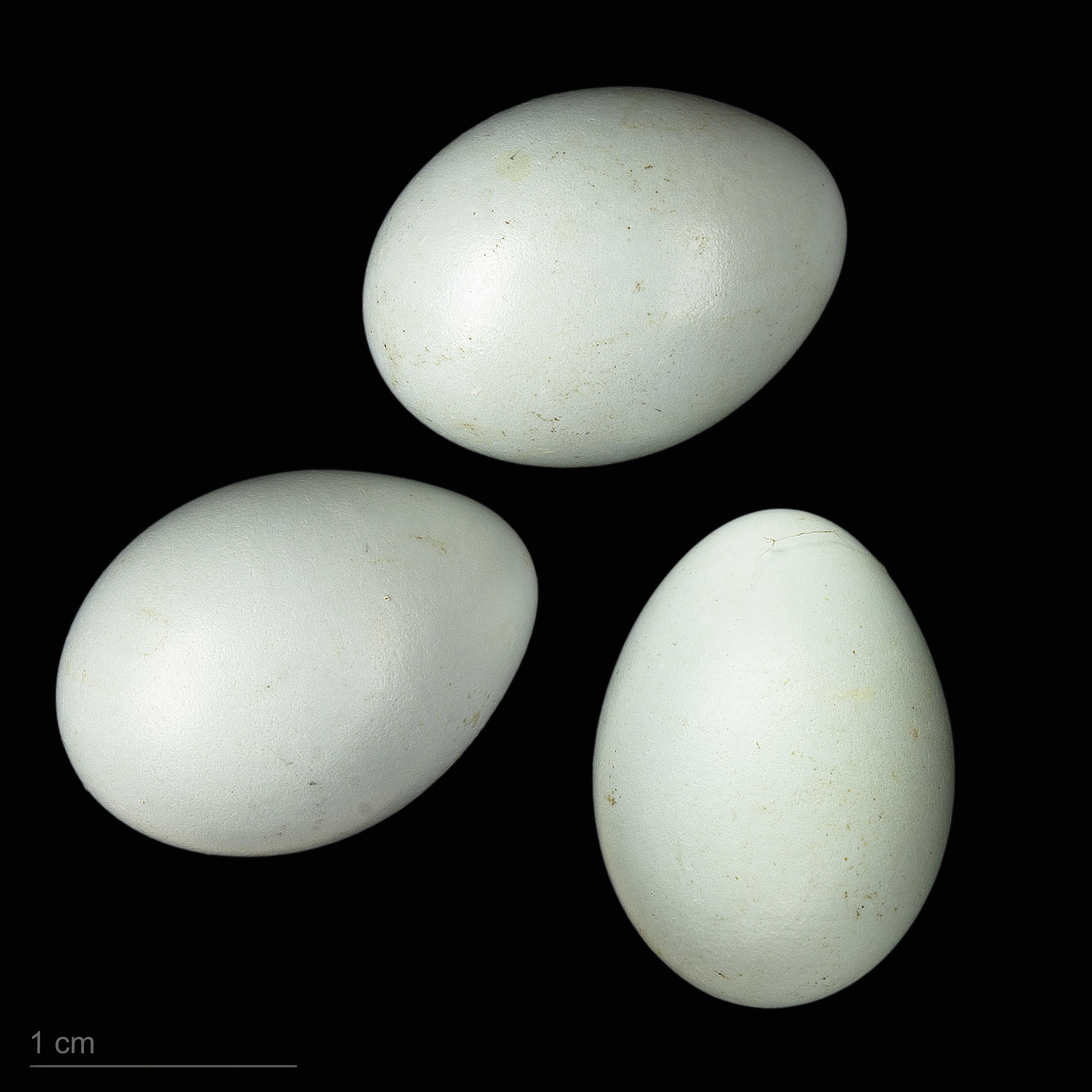
яйцо Ficedula semitorquata - Тулузский музеум

Полуошейниковая мухоловка, или мухоловка кавказская (лат. Ficedula semitorquata) — певчая птица семейства мухоловковых (Muscicapidae).
Вид очень сходен с мухоловкой-пеструшкой и мухоловкой-белошейкой, но обладает рядом признаков, промежуточных между признаками данных видов. Раньше считалась подвидом мухоловки-белошейки. На гнездовании совместно с указанными выше видами не встречается. На всем ареале являются перелетными и зимуют главным образом в Африке.

## Описание
Масса тела 13—14 г. Взрослый самец характеризуется чёрно-белой окраской. От самца мухоловки-белошейки отличается прерывающимся на затылке ошейником (полуошейник), небольшим лобным пятном (иногда разделённым посередине, как у мухоловки-пеструшки), более тёмной поясницей, широкой белой каймой вдоль крайних рулевых перьев и белыми пятнами в основании всех рулевых перьев, за исключением средней пары.
На хвосте у самца больше белого оперения (в отличие от самца мухоловки-пеструшки). Расправленный хвост своей окраской напоминает хвост у малой мухоловки. Самка такая же светлая, как и самка мухоловки-белошейки.
Взрослая самка имеет такую же окраску, как и самки мухоловки-белошейки, но в области лба у некоторых особей имеется незначительное просветление. Белый либо светло-охристый окрас в основании первостепенных маховых появляется на наружных опахалах с 3—5 пера, а на внутренних — со 2, 3 или 5.Взрослые птицы обоих полов отличаются от мухоловки-пеструшки и мухоловки-белошейки (а также их гибридов) наличием добавочной белой полоски на крыле, которая проходит по вершинам средних кроющих маховых перьев.
Птицы в ювенильном оперении весьма похожи на мухоловок-белошеек соответствующего возраста.

## Голос
Песня является нечто средним между песнями мухоловки-пеструшки и мухоловки-белошейки — по своему строю она ближе к первой, а по высокой свистовой тональности — ко второй. Позывки и сигналы беспокойства — «тююп», несколько ниже, чем у других видов рода, напоминают таковые у пеночки-теньковки.

## Ареал и статус
«Замещает» близкие виды пёстрых мухоловок на юге и востоке Балканского полуострова, на территории Кавказа, в Закавказье, Малой Азии. Зимует в Центральной и Восточной Африке.
Зарегистрирован в весенний период в Крыму и Юго-Западной Туркмении, но гнездование вида в этих местах не доказано.
На миграциях часто наблюдается в смешанных группах с мухоловкой-белошейкой. С мухоловкой-пеструшкой пространственно разобщена (включая миграционные пути). Совместно все три вида встречаются на зимовках в Африке.
На территории российской части Кавказа в целом вид немногочисленный, встречается спорадично. Очень редкий вид на восточном Кавказе, на западном местами обычный, на север проникает до среднего течения Кубани.

## Биология
Прилетает на места гнездовий в начале апреля, отлёт затягивается до сентября. Населяет широколиственные и смешанные леса, предпочитая пойменные леса с дуплистыми тополями. Обитает также в садах и парках, в горах поднимается на высоты 2 тысяч метров над уровнем моря. На равнинах селится в пойменных лиственных лесах, обычно недалеко от предгорной зоны.
Гнездится в дуплах деревьев и в искусственных гнездовьях. В качестве строительного материала для гнезда используется мох, листья деревьев и кустарников, стебли, листья и корешки трав. Лоток выстилается сухими стеблями, лубяными волокнами, листьями трав — главным образом дикорастущих злаков, реже волосками шерсти, конским волосом, перьями.
Строительство гнезда занимает 5—16 дней.
Количество яиц в кладке составляет 4—7, чаще всего 5—6. Яйца однотонной окраски,
голубой цвет насыщенный, с синим оттенком. Птенцы вылупляются на 13—14 день насиживания.
Возможно, гибридизирует с мухоловкой-белошейкой в местах соприкосновения границ ареалов этих видов на Балканах.